# Bataille de Mbororé
La bataille de Mbororé, le 11 mars 1641, est un affrontement qui opposa les Guaranis des Missions jésuites et les Bandeirantes, explorateurs et aventuriers portugais dont le centre d'action était São Paulo. Le lieu de la bataille se trouve sur le rio Uruguay et sur ses rives, à proximité de la colline Mbororé, aujourd'hui commune de Panambí dans la province de Misiones, en Argentine. La bataille s'est terminée par la victoire des Guaranis.

## Antécédents historiques

### Pénurie d'esclaves et début desbandeiras
Au début du XVIIe siècle les Hollandais débarquent sur les côtes actuelles du Brésil avec la ferme intention de s'y installer. Moyennant divers actes de piraterie, ils réussissent à contrôler la navigation sur la côte de l'océan Atlantique, désorganisant le trafic d'esclaves assez sérieusement pour occasionner un manque à gagner pour l'Empire portugais. Ce dernier a besoin d'une main d’œuvre servile pour répandre la culture de la canne à sucre et l'élevage, activités prédominantes sur le littoral atlantique brésilien. Les Indiens sont donc visés comme esclaves potentiels par les agriculteurs et propriétaires de plantations portugais. Du fait des trop rares quantités d'argent, d'or et de pierres précieuses trouvées dans la région de Piratininga, les groupes d'explorateurs commencent d'autre part à aller plus avant dans les terres intérieures inexplorées du Brésil.
Ces groupes d'exploration et de chasse d'esclaves, dénommés bandeiras, sont organisés et dirigés comme une entreprise commerciale par la classe dirigeante de São Paulo, et dans ses rangs sont intégrés mamelucos (métis de Portugais et d'Indiens), Tupis et aventuriers étrangers (surtout hollandais) qui arrivent sur les côtes du Brésil pour chercher fortune. Ils comptent aussi sur la complicité de la société de fonctionnaires coloniaux espagnols et encomenderos du Paraguay.
Dans son avancée vers l'ouest, pénétrant de manière répétée les territoires de la vice-royauté du Pérou, les bandeirantes franchissent aussi la limite, jamais précisée, entérinée par le traité de Tordesillas, et qui a perdu de sa signification durant la période où le Portugal forma une union dynastique aeque principaliter avec la Couronne de Castille. Indirectement, les bandeirantes paulistes se convertissent de cette manière en l'avant-garde de l'expansion territoriale portugaise, permettant au Portugal de récupérer son indépendance.

### Premières attaques contre les missions jésuites
Par une Real Cédula de 1608, il est commandé au gouverneur d'Asuncion, Hernando Arias de Saavedra (Hernandarias), que les jésuites se dirigent vers les régions du rio Paraná, territoire du Guairá et sur la zone habitée par les Guaycurúes. Leur mission est de fonder des villages et d'évangéliser les indigènes qui habitent ces régions. Ultérieurement s'ajouteront les villages de Itatín (au nord d'Asunción) et de Tapé (dans l'actuel État de Rio Grande do Sul, au Brésil).
Les jésuites se trouvent en plein travail d'évangélisation lorsque les bandeirantes commencent à arriver sur la zone orientale du Guairá. Dans un premier temps, ceux-ci respectent les indigènes rassemblés dans des villages par les jésuites et ne les capturent pas. Mais les Guaranis, concentrés dans les villes et qualifiés dans divers métiers, représentent une main-d'œuvre spécialisée hautement compétente pour les Portugais. Encore plus quand ils sont sans défense et sans armes parce que, par décret royal, il leur est interdit d'utiliser les armes à feu.
À partir de 1620 les incursions des bandeiras se font de plus en plus agressives, ce qui amène l'abandon ou la relocalisation de quelques villages.
Entre les années 1628 et 1631, les chefs bandeirantes Raposo Tavares, Manuel Preto et Antonio Pires et leurs troupes, frappent périodiquement les reducciones du Guairá, capturant des milliers de Guaranis qui sont après vendus aux enchères à São Paulo. On estime que dans les incursions des années 1628-1629 sont capturés quelque 5 000 indigènes, sur lesquels seulement quelque 1 200 arrivent à São Paulo. La plupart d'entre eux meurent en chemin, en raison des mauvais traitements infligés par les esclavagistes.
Vers l'an 1632, l'exode massif, vers le sud, de 12 000 Guaranis réducidos par les jésuites, laisse la région du Guairá pratiquement déserte. Ils refondent les réductions de San Ignacio Miní et Loreto sur le territoire de l'actuelle Province des Missions.
Les bandeirantes continuent vers l'ouest, et attaquent les réductions d'Itatín en l'an 1632. Suivront les missions orientales, envahies pendant les années 1636, 1637 et 1638 par des bandeiras successives dirigées par Raposo Tavares, Andrés Fernández et Fernando Dias Pais,.

## Les missions jésuites se protègent

### Mission de Montoya face à la Couronne espagnole
En l'an 1638, les pères Antonio Ruiz de Montoya et Francisco Díaz Taño entament un voyage en Espagne dans le but de rendre compte au roi Philippe IV de ce qu'il se passe dans les missions. Leur intention est d'obtenir du roi la levée de l'interdiction du maniement des armes par les indigènes. Les recommandations de Ruiz de Montoya sont acceptées par le roi et le Conseil des Indes, qui publie plusieurs décrets royaux, expédiés en Amérique pour exécution. Par un décret royal du 12 mai 1640 il est permis aux Guaranis de prendre les armes à feu pour se défendre, mais toujours en en avisant le vice-roi du Pérou. Par conséquent, Ruiz de Montoya part vers Lima, dans le but d'y poursuivre, ses efforts d'approvisionnement en armes. De son côté, le père Taño part à Rome informer le pape de la chasse d'esclaves dans les missions, dans l'idée d'obtenir une protection papale.

### La rencontre de Apóstoles de Caazapaguazú
Pendant ce temps, devant le risque imminent que les bandeirantes traversent le rio Uruguay, le père provincial Diego de Boroa, avec le consentement du Gouverneur d'Asunción (es) et de la Real Audiencia de Charcas, décide les troupes misioneras à utiliser des armes à feu qui reçoivent aussi une instruction militaire. Depuis Buenos Aires sont envoyés onze Espagnols pour organiser les forces de défense. Fin 1638, le père Diego d'Alfaro traverse la rivière l'Uruguay avec un bon nombre de Guaranis armés et entraînés militairement avec l'intention d’enrôler les indigènes et éventuellement faire face à des bandeirantes qui parcourent la région. Après quelques affrontements sporadiques avec les forces paulistes, aux troupes du père Alfaro s'ajoutent désormais 1 500 Guaranis, dirigés par le père Romarin. Il se forme alors une armée de 4 000 misioneros qui s'avance jusqu'à la reducción détruite des Apóstoles de Caazapaguazú où les bandeirantes se trouvent retranchés après diverses défaites partielles. Le choc armé qui s'ensuit constitue la première victoire décisive des partisans guaranís sur les paulistes, lesquels après s'être rendus, s'enfuient précipitamment.

### LesPaulistaspréparent une contre-attaque
Les forces bandeirantes défaites après la rencontre dans les champs de Caazapaguazú, rentrent à São Paulo pour informer les autorités de ce qui est arrivé. Pure coïncidence, à cette date (milieu de l'an 1640), arrive à Rio de Janeiro le père Taño venant de Madrid et de Rome. Il a en sa possession les Cédules Royales et Bulles pontificales qui condamnent sévèrement le trafic d'indigènes par les bandeiras. Ces deux faits produisent une réaction violente dans la Cámara Municipal de São Paulo, celle qui, de commun accord avec les fazendados, a expulsé de la ville les jésuites. Une énorme bandeira est organisée comprenant 300 Hollandais, Portugais et mamelucos, armés avec fusils, arquebuses, 130 à 900 canons et 600 à 6000 Tupis armés avec des arcs à flèches, commandés par Manuel Pires. Les objectifs de l'expédition est de prendre et détruire tout ce que se trouve entre les rivières Uruguay et Paraná, et emmener le plus d'esclaves possible.

## L'affrontement de Mbororé

### La bataille s'annonce
Fin 1640 s'impose aux jésuites la réalité d'une nouvelle incursion bandeirante plus nombreuse que les précédentes. Une armée de 4 200 Guaranis armés de pierres, arquebuses, arc à flèches, sabres et boucliers (rodela) se constitue,. Les forces incluent une cavalerie armée de lances, mais vu les conditions du terrain, elle n'est pas très efficace, et sert principalement de soutien à l'infanterie et l'artillerie. L'artillerie consiste en des canons en bois de tacuara fourrés en cuir et des «bouches à feu». Le nombre d'armes de feu est faible en comparaison du nombre de combattants, à peine trois cents,.
Les Indiens à pied emportent des flèches, des arcs, des pierres, des bâtons et des boucliers. La cavalerie des lances, des boucliers (Adarga (es)), de matraques, casques et éperons. Les archers ont été équipés de deux arcs, trente quatre cordes et des flèches. Les pedreros (canons), cinquante pierres (au moins) une douzaine de andas, une macana et un couteau. Les boleadoras portaient aussi une pierre. Lors de l'offensive, les Guaraníes n'avaient pas l'habitude d'user de l'arc, parce qu'il tuait à distance, ce qui était indigne pour un guerrier. Le règlement développé par les jésuites au XVIIe siècle pour les défenses des villages exigeait que tous les Indiens adultes aient un entraînement et que les enfants commencent à pratiquer l'arc, le lance-pierre ou la lance à partir de l'âge de sept ans. Les jeunes devaient être adroits dans l'usage de la machette ou de l'épée large. Aussi toute localité doit avoir sa propre réserve de poudre, lance-pierres et pierres, arcs et 7 000 flèches avec des pointes de fer, 200 chevaux pour usage militaire, 60 lances, 60 desjarretaderas (couteau de métal en forme de demi-lune assujetti à un bâton) et un maestranza, atelier où fabriquer la poudre. Ils ont bientôt incorporé des instruments de musique comme tambourin (atabal (es)), trompette ou clairon, entre autres. Les Indiens appelaient guyrapá, l'arc; jhu'et les flèches; mimbucú, la lance et tacapé, la macana. Sa principale tâche était de se défendre des incursions des Indiens chaqueños, spécialement, les Mbayas, féroces ennemis, adroits au jet et à l'arc,. Pour la bataille, ils avaient trois-cents radeaux auxquels s'ajoutaient à peine soixante canoés avec 57 mousquets et arquebuses, toutes couvertures pour se protéger des flèches et pedradas des Tupíes,. Ils reçoivent une instruction militaire d'anciens militaires, les frères Juan Cárdenas, Antonio Bernal et Dimanche Torres. L'opération est dirigée par le père Romarin. Les forces de défense sont dirigées par les pères Cristóbal Altamirano, Pedro Mola, Juan de Matraques, José Domenech, Miguel Gómez, Dimanche Suárez.
L'armée Guaraní est organisée en compagnies, commandées par des capitaines. Le capitaine général est un cacique renommé du village de Conception, Nicolás Ñeenguirú. Suivent dans le commandement les capitaines Ignacio Abiarú, cacique de la réduction de Notre Dame de l'Asunción du Acaraguá, Francisco Mbayroba, cacique de la réduction de San Nicolás, et le cacique Arazay, du village de San Javier.
La  reducción de la Asunción del Acaraguá, située sur la rive droite du fleuve Uruguay, sur une colline près de l'embouchure du cours d'eau Acaraguá, a été déplacée par mesure de précaution en aval près de l'embouchure du fleuve Mborore, dans le fleuve Uruguay. Ainsi, la réduction a été transformée en centre des opérations et quartier général de l'armée missionero guarani.
Les caractéristiques du terrain et les coudes que forme la rivière Mborore, font de ce site un endroit idéal pour la défense. Dans le même temps ont été détachés des espions et gardes pour les territoires adjacents et une arrière-garde a été créée en Acaraguá.

### La bandeira avance
Les forces bandeirantes au commandement de Manuel Casses et Jerónimo Pedrozo de Vases partent de São Paulo en septembre 1640. Après avoir établi divers camps et s'être cachés à différents endroits le long du chemin, une partie arrive à Acaraguá, où ils trouvent la réduction complètement abandonnée. Ils choisissent l'endroit pour y lever des palissades et fortifications, afin de l'utiliser comme base d'opérations. Ils se sont par la suite repliés pour prévenir le reste de la bandeira de la sécurité de l'endroit.

### La bataille
Une crue de la rivière l'Uruguay en janvier 1641 apporte avec elle une grande quantité de canoës et beaucoup de flèches, ce qui informe les jésuites sur la proximité de l'ennemi. En plus de cela, après que l'avant-garde pauliste se soit retirée d'Acaraguá, divers Guaranis ont réussi à échapper aux esclavagistes, donnant aux Jésuites des informations sur le nombre et l'armement des bandeirantes.
Un petit contingent de la missionera s'établit alors à nouveau à Acaraguá, en mission d'observation. Le 25 février 1641 huit canoës partent en amont de la rivière en mission de reconnaissance. À quelques heures de navigation, ils se retrouvent face à face avec la bandeira qui arrive descendant le courant, avec ses 300 canoës et radeaux armés. Six canoës bandeirantes pourchassent les misioneros, lesquels se replient vers Acaraguá. Les Guaraníes, à l'arrivée, reçoivent des renforts, et les canoës bandeirantes doivent se replier.
Pendant ce temps, un groupe de missioneros parti rapidement, informe les jésuites du quartier général de Mbororé de la situation en amont.
À l'aube, 250 Guaranis, répartis sur trente canoës, dirigés par le cacique Ignacio Abiarú font face à plus de cent canoës bandeirantes qui les obligent à se replier.
Loin des paulistes, les Guaranis procèdent à la destruction de tout ce qui aurait pu servir au ravitaillement à Acaraguá et se replient vers Mbororé. Les caractéristiques géographiques de l'endroit sont idéales pour faire face aux Portugais, puisqu'elles les contraignent à une bataille frontale.
Effectivement, la bandeira en arrivant à Aracaguá le 11 mars 1641, ne trouve rien d'utile et se dirige vers Mbororé. Quelque 300 canoës et radeaux se déplacent en aval.
Soixante pirogues avec 57 arquebuses et mousquets, commandés par le capitaine Ignacio Abiarú, attendent dans l'arroyo Mbororé. Sur terre, des milliers de Guarani sont stationnés en appuis des canoës, armés de fusils, arcs et flèches, hondas, machettes et bâtons. L'affrontement armé est rapidement favorable aux Guarani. Un groupe de Bandeirantes réussit à gagner du terrain et se retire à Acaraguá, où il érige une palissade.
Du 12 au 15 mars, les missionnaires bombardent en permanence la fortification avec canons, fusils et mousquets, les deux positions terrestre comme fluviale, sans risquer une attaque directe. Ils savent que les Portugais manquent de nourriture et d'eau, et donc une guerre de positions est préférée. En outre, plusieurs tupíes commencent à déserter et rejoindre les troupes missionnaires, fournissant des informations à propos de l'ennemi. Le 16 mars, les Bandeirantes  envoient aux jésuites une lettre de demande de reddition. Cette lettre est déchirée par les Guaranis. Les Portugais essaient de fuir le siège Guarani en remontant le fleuve Uruguay dans leurs radeaux et canoës. Cependant, à l'embouchure du río Tabay les attend un contingent de 2 000 Guaranis armés. Les Portugais décident alors de reculer vers Acaraguá pour gagner la berge droite de la rivière et ainsi pouvoir échapper aux Guaranis. Ils sont pourchassés et perdent une grande quantité d'hommes.
Du contingent initial qui a quitté São Paulo, très peu réussirent à revenir.

## Conséquences
Les principales conséquences immédiates de la bataille de Mbororé ont été :
- Consolidation territoriale des missions jésuites guaranies.
- Frein à l'hégémonie des bandeirante sur les missions jésuites[17],[18]. Plan défensif jésuite qui consiste en la concentration des missions entre les rivières Parana et Uruguay, la fortification de celles-ci et l'entraînement militaire des hommes adultes[19].
- Obtention de la permission royale des  jésuites de former ses propres milices de la part du Vice-roi du Pérou García Sarmiento de Sotomayor en 1649; parce qu’ils défendent la frontière septentrionale, les Guaranis sont dispensés de la mita, ceci signifie aussi que les jésuites peuvent acheter des armes à feu de manière légale[20]. Malgré son rôle de  défense des frontières, les milices ont eu mauvaise presse chez les habitants d'Asunción[21]. En 1735, lorsque  Bruno Mauricio de Zabala en finit avec la Deuxième révolution des communautés du Paraguay, les milices jésuites comptent plus de 7 000 Guaranis dans leurs rangs[22]. Ceci confère une autonomie importante aux missions et par après, sera un motif à l'expulsion des jésuites d'Amérique suivie de la suppression momentanée de la Compagnie.
- Assurer la paix et prospérité des missions, lesquelles se développeront pendant cent autres années jusqu'à l'expulsion des jésuites en 1767.
- Frein, temporaire, à l'expansionnisme portugais sur les territoires de la Couronne espagnole.